# Il bar delle Folies-Bergère
ll bar delle Folies-Bergère (Un bar aux Folies Bergère) è un dipinto del pittore francese Édouard Manet, realizzato nel 1881-1882 e conservato alla Courtauld Gallery di Londra.

## Descrizione

### Unatranche de vieottocentesca e un'elegante natura morta
Il bar delle Folies-Bergère, l'ultimo grande quadro realizzato nel 1881-1882 da Manet prima della morte, può essere considerato il suo testamento artistico e spirituale. Esso, infatti, riunisce con grande coerenza e integrazione i vari dati stilistici che hanno caratterizzato l'universo artistico di Manet: l'utilizzo del nero, l'amore per i temi quotidiani, la composizione calibrata che ricorda i grandi maestri del passato, l'utilizzo di colori piatti e omogenei, il gusto per le nature morte.
Manet, pur tra immani sofferenze fisiche, portò il dipinto a termine nel 1882 e lo espose al Salon dello stesso anno, dove conobbe un'accoglienza piuttosto tiepida. L'artista fu ancora una volta deluso da come il pubblico, ottusamente conservatore, avesse interpretato Il bar delle Folies-Bergère in maniera erronea, a tal punto che quando il critico Wolff gli comunicò le proprie perplessità, egli rispose: «Non mi spiacerebbe leggere finalmente, da vivo, l'articolo strabiliante che mi consacrerà dopo morto», probabilmente riferendosi anche al sottile gioco prospettico sviluppato nel dipinto, sfuggito alla critica per più di cent'anni. L'attività artistica di Manet, tuttavia, volgeva ormai a una fine, e l'artista sarebbe morto l'anno successivo.

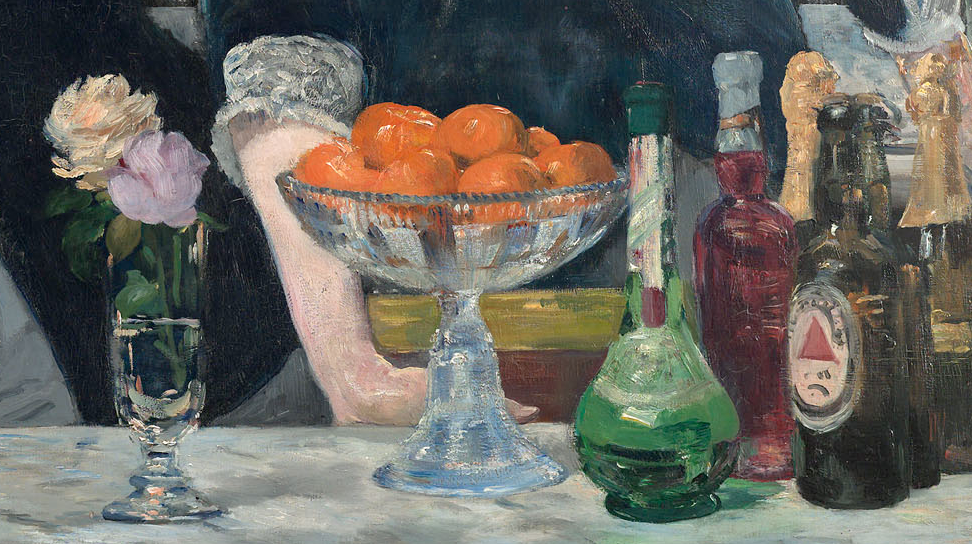
Il bar delle Folies-Bergère, dettaglio della natura morta

A essere ritratto nel dipinto è il bancone del bar delle Folies-Bergère, un caffè-concerto di Parigi, a pochi passi da rue la Fayette, celebre ritrovo della borghesia parigina che qui si svagava assistendo ai concerti, dimenticando la noia e le seccature quotidiane. Lo stesso Manet faceva parte del cenacolo degli habitué di questo locale, tanto che nonostante il dipinto sia stato eseguito in studio il locale è descritto a memoria con grande realismo. Il dipinto raffigura una cameriera del bar in attesa dell'ordinazione: si tratta di una tranche de vie molto moderna, nella quale Manet si mostra perfettamente abile di «strappare alla vita moderna il suo lato epico», come si auspicava il suo amico Baudelaire, il quale asseriva tra l'altro che «un vero pittore […] ci farà vedere e sentire quanto siamo grandi e poetici nelle nostre cravatte e nelle nostre scarpe lucide»; a essere raffigurato, infatti, è il momento qualunque di un luogo qualunque contemporaneo al pittore, non certo uno di quegli episodi storici o mitologici tanto popolari nei Salon dell'epoca.
Il ristretto spazio di rappresentazione de Il bar delle Folies-Bergère viene delimitato all'esterno dal bancone. Su di esso Manet colloca una natura morta, cui accorda notevole importanza e spazio: Manet, d'altronde, era uno specialista delle nature morte, e amava inserirle all'interno dei propri dipinti, anche se ne eseguì poche come opere indipendenti, la maggior parte delle quali (circa una ventina) dipinte proprio nel periodo fra quest'opera e la sua morte. Sulla superficie marmorea del banco si rincorrono bottiglie di champagne e di liquori di vari i tipi, fra cui una di Bass Pale Ale66, un tipo di birra inglese molto popolare in quei tempi a Parigi, contrassegnata dal tipico triangolo rosso: si pensa che con questo particolare Manet intendesse inserire una nota di spiccato realismo nella propria opera. Molti critici notano (oltre alla presenza della firma dello stesso Manet sulla prima bottiglia da sinistra) come il riflesso della seconda bottiglia nello specchio appaia loro alquanto impreciso, dato che secondo loro essa dovrebbe trovarsi in fila con le altre, e non in secondo piano. Sempre sul banco troviamo disposte anche una fruttiera di cristallo ricolma di arance, un calice con delicati fiori dalle tonalità rosate e aranciate, e altri banali oggetti d'uso che, pur ravvicinati, sono descritti assai sinteticamente, e intendono solo suggerirci la collocazione geografica dell'avvenimento. La trattazione pittorica della natura morta rimane in ogni caso molto interessante, poiché qui Manet impiega colori brillanti e raffinati e una luce che, colpendo le superfici scabre dei vari oggetti, si fa viva e palpitante, lasciando presagire futuri sviluppi impressionisti interrotti poi dalla morte.

### La protagonista, Suzon

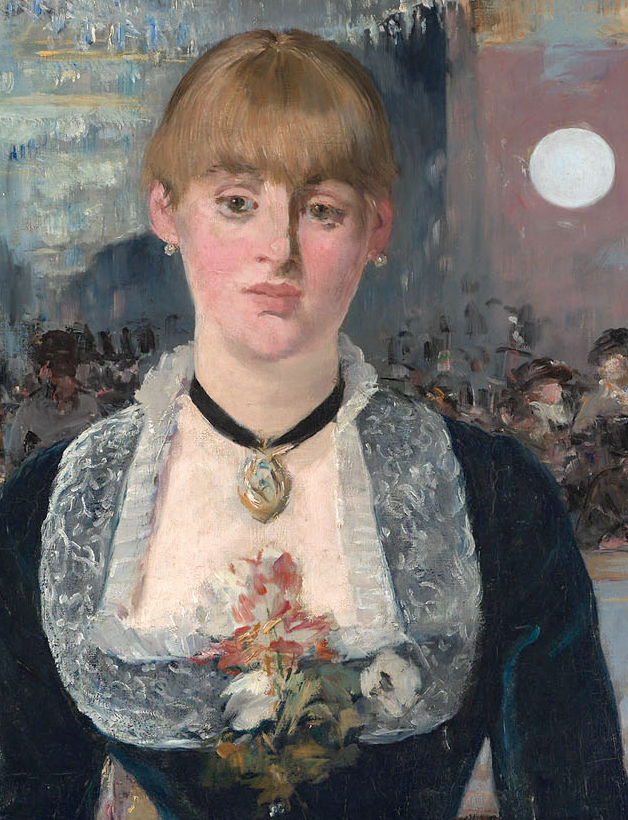
Il bar delle Folies-Bergère, dettaglio di Suzon

La vera protagonista del quadro è la cameriera che si erge al di là del bancone. Sappiamo che il suo nome è Suzon Tonnerre, figlia di pescatori dell’isola Groix [da “Il Diario Perduto di Édouard Manet”, diario dell’artista dei giorni 18/12/1881 e 22/12/1881; Ed. Gibbon], e che prestava servizio alle Folies-Bergère intorno al 1880, proprio quando Manet eseguì l'opera. Suzon ha i propri capelli biondicci pettinati à la chien, il suo volto è ovale e lievemente arrossato ed è vestita molto elegantemente, con una mise tipicamente femminile. La donna, infatti, indossa due piccoli orecchini un raffinato abito nero dotato di un'ampia scollatura, incorniciata da merletti nivei lavorati a uncinetto e da un malizioso bouquet di fiori. Al collo ha un appariscente collarino con nastro e cammeo, di fine fattura, e all'avambraccio destro sfoggia un braccialetto dorato. 
Il suo completo di lavoro è così ricercato che Suzon si potrebbe quasi scambiare per una dama del bel mondo parigino, se non fosse per la sgraziataggine con cui si appoggia al balcone: in questo modo comprendiamo che «c'è, quindi, una familiarità tra quelle mani e quel marmo» e che, terminato questo fugace momento di inattività, con tutta probabilità «si muoveranno da lì a poco per prendere una di quelle bottiglie e versare» il contenuto in un bicchiere. L'immagine frontale di Suzon, che nella sua monumentalità appare come una «maestà laica e contemporanea» (Giordano), si risolve poi in una massa fortemente centralizzata e piramidale che indirizza lo sguardo dello spettatore verso il suo volto.Si noti inoltre come nel riflesso del suo volto, (secondo molti critici "diversamente dal reale") ella sembri in procinto di interloquire con l'uomo di fronte a lei al bancone. (Secondo molti critici, "azione che, di fatto, non sembra stia compiendo") Manet indaga il caleidoscopio di emozioni che scaturisce dai suoi occhi mesti con grande sottigliezza psicologica e con disincantata semplicità.
Nonostante la malizia della divisa, infatti, il viso di Suzon «ha la grazia di una ragazzotta di paese ancora paffutella, evidentemente abituata alla semplicità» (RaiArte), e quindi impreparata agli intrighi della grande città. La donna ha un atteggiamento enigmatico e innegabilmente malinconico, e guarda l'osservatore oltrepassandolo, persa com'è nei suoi pensieri, certamente saturi di tristezza e di afflizione. Suzon è imprigionata in un vortice di stanchezza e di alienazione: non le piace il lavoro che si ritrova costretta a fare per guadagnarsi da vivere, così come non le piace il mondo ambiguo e inquietante degli avventori del bar, nel quale si è ritrovata suo malgrado. Come osservato da Laura Corchia, «forse Suzon sognava un avvenire diverso, forse avrebbe voluto prendere il posto di quelle dame dell'alta società sedute ai tavolini delle Folies-Bergère. Quegli occhi dicono tutto, raccontano di sogni svaniti e di speranze attaccate a un filo». Con il suo sguardo Suzon sembra quasi voler dialogare e intessere una relazione con chi sta osservando la scena, ed è in questo modo che le Folies-Bergère, luogo mondano e chiassoso, diventano irrimediabilmente un luogo agitato dalla solitudine e dal silenzio. Citando nuovamente l'analisi di RaiArte, «non sapremo mai se, un secondo dopo questo ovattato fermo immagine, Suzanne piangerà, né sapremo mai cosa sarà stato, poi, di lei, né il nome delle tante donne che prenderanno il suo posto nel tempo».

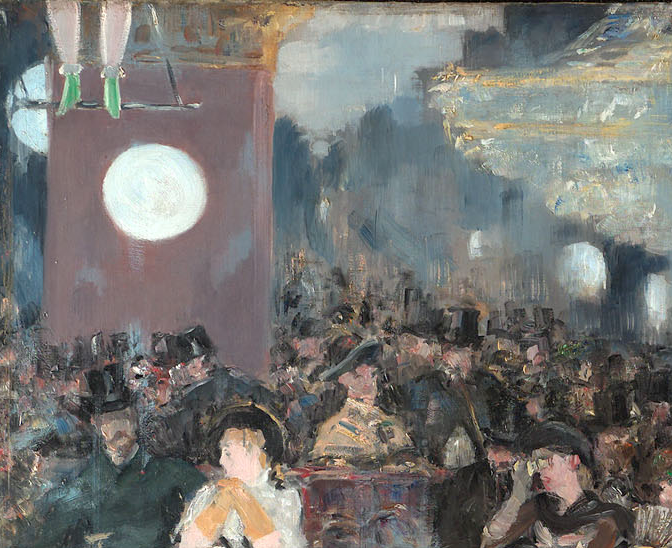
Il bar delle Folies-Bergère, dettaglio della sala vista attraverso lo specchio

### Lo specchio e le Folies-Bergère
Suzon, malgrado sia l'indiscussa protagonista della composizione, non esaurisce affatto le possibilità di godimento dell'opera. Dietro di lei, infatti, si estende uno specchio, il quale riflette l'immagine del vasto salone delle Folies-Bergère. Lo specchio dilata lo spazio dipinto (secondo molti critici, "mostrando all'osservatore ciò che è davanti alla zona frontale del dipinto: in questo modo, quanto tecnicamente giacerebbe all'esterno del dipinto verrebbe calamitato al suo interno, espandendo imprevedibilmente le possibilità di visione e intessendo un raffinato quanto complicato gioco tra parvenza e realtà"). Si capisce con chiarezza che è uno specchio guardando a destra, dove si vedono riflessi il dorso della cameriera e il volto di un misterioso assertore con la tuba che sta dandole l'ordinazione. A una rapida osservazione, potrebbe sembrare che la posizione di quest'uomo coincida con quella dell'osservatore del dipinto.
Con lo specchio, popolato da una fantasmagoria di luci e di pennellate, Manet ci suggerisce la festosa presenza del pubblico delle Folies-Bergère, illuminato dall'incandescente luce dei lampadari. Anche questa volta i colori sono depositati sulla tela senza alcuna velatura per dar loro l'effetto chiaroscurale, con una tecnica che è già quasi impressionista: in questo modo quelle che viste da vicino sembrano macchie disordinate e incoerenti di colore a una visione distanziata acquistano un suggestivo quanto palpitante effetto di realismo. Quest'effetto, che pure fu criticato, in realtà si sposa benissimo con l'impressione sonora della folla riunita che parla, che ascolta, che guarda e che si gode la vita. Il salone, infatti, è un moltiplicarsi di tavolini attorno ai quali siedono uomini dagli eleganti cilindri neri e donne munite di binocolo, intente a guardare uno spettacolo. Di che spettacolo si tratta lo si capisce guardando in alto a sinistra, dove si scorgono le gambe di una trapezista che compie le sue acrobazie, offrendo il proprio talento agli occhi del pubblico divertito. Tra gli spettatori si riconosce Méry Laurent, galante e spiritosa amica di artisti e poeti, vestita in bianco e col viso appoggiato alle mani guantate, identica posa nella quale Manet l’aveva ritratta in un pastello su carta nel 1881.
La soluzione ottica dello specchio fu impiegata già al 1434, anno di esecuzione del Ritratto dei coniugi Arnolfini, e in numerosi altri dipinti degli anni a venire, come Las Meninas di Diego Velázquez, e L'assenzio di Edgar Degas, due opere che Manet conosceva e che probabilmente gli servirono da spunto per Il bar delle Folies-Bergère. È interessante notare, inoltre, come molti critici siano molto convinti che lo specchio dipinto da Manet presenti "un'incongruenza, che segna un definitivo distacco dai convenzionalismi accademici, aprendo una strada di sperimentazione che verrà intrapresa da numerosi altri pittori (basti per tutti l'esempio di Cézanne)". Essi sostengono che " la prospettiva offerta dallo specchio infatti è falsa, siccome la rigorosa frontalità con cui la donna si erge dietro al bancone dovrebbe nascondere il suo riflesso nello specchio, cosa che tuttavia non avviene." Tuttavia, alcuni studi effettuati nel 2001 da Malcom Park sostengono che la prospettiva è corretta e lo specchio è inclinato in profondità, è vicino a destra e si allontana dall'osservatore a sinistra.